# Grand Prix de Lyon

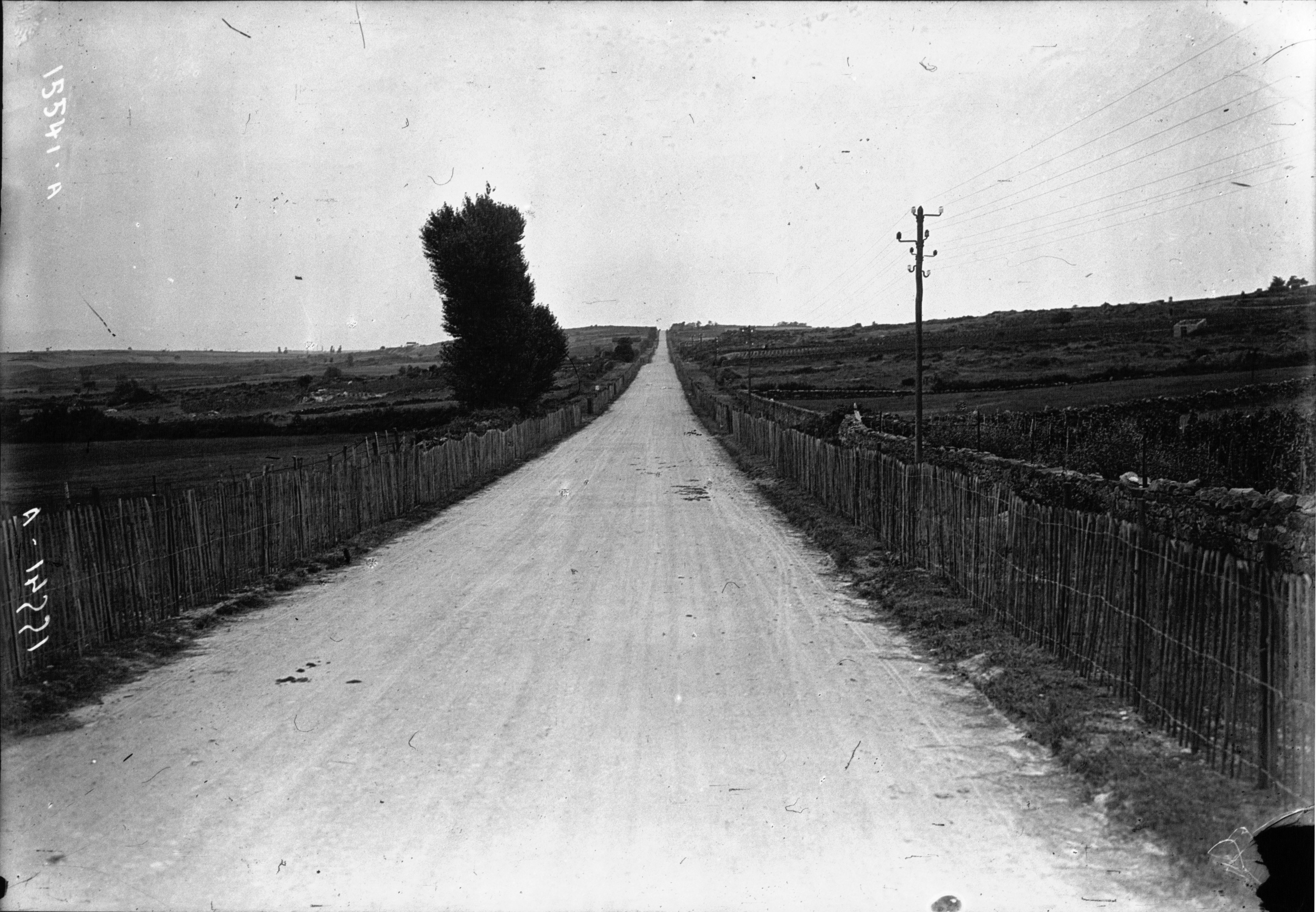
Der 1924 befahrene Circuit de Lyon gibt einen Eindruck der Streckenverhältnisse des Grand Prix de Lyon.

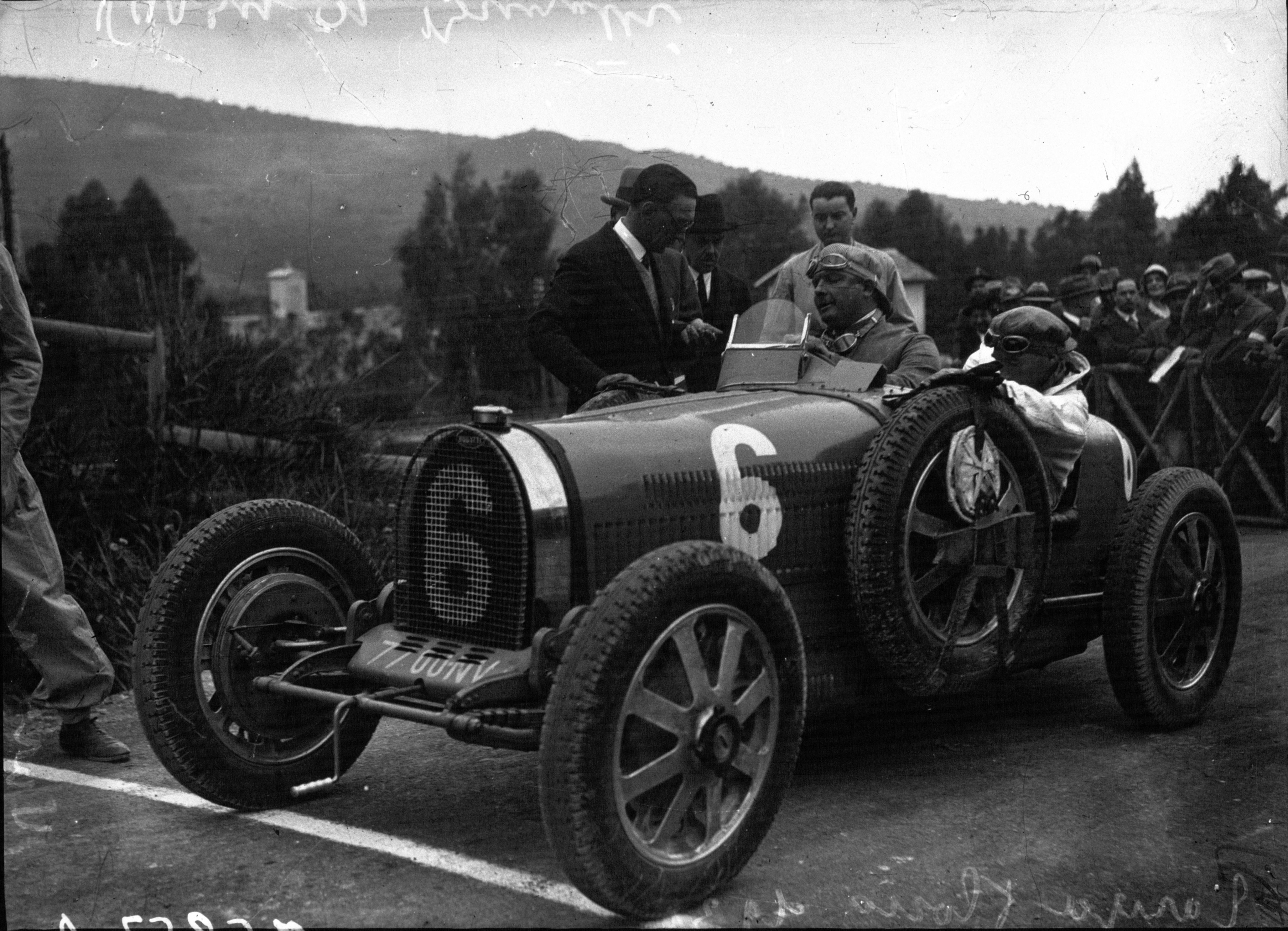
Sieger 1930: Louis Chiron (hier bei der Targa Florio 1930).

Der Grand Prix de Lyon (auch Grand Prix automobile de Lyon; deutsch: Großer Preis von Lyon) war eine Automobilrennsportveranstaltung, die 1929 und 1930 von der Commission sportive des Automobile Club du Rhône in der Nähe der französischen Stadt Lyon ausgetragen wurde.

## Strecke
Die genutzte Strecke, der Circuit de Quincieux, lag etwa 20 Kilometer nördlich des Stadtzentrums von Lyon und hatte eine dreieckige Form. Sie wurde im Uhrzeigersinn befahren und bestand aus den öffentlichen Straßen N 51, D 87 und D 87E, die für die Rennveranstaltungen gesperrt wurden. Start und Ziel lagen in Quincieux. Von dort aus führte die Strecke auf der N 51 nach Westen bis Grand Vessieux, wo sie nordöstlich auf die D 87 nach Trévoux abbog. Am Ufer der Saône machte die Strecke einen Knick nach Süden und verlief über die heutige D 87E zurück nach Quincieux. Der Kurs hatte eine Länge von 6,515 km.

## Geschichte
In der Region um Lyon wurden bereits vor dem Ersten Weltkrieg bedeutende Motorsportveranstaltungen ausgetragen. 1914 veranstaltete der Automobile Club de France (ACF) auf dem Circuit de Lyon den XIV Grand Prix de l’ACF. Dabei kam es zu einem Dreifachsieg des Es siegte des Werksteam der Daimler-Motoren-Gesellschaft mit Christian Friedrich Lautenschlager, Louis Wagner und Otto Salzer. 1924 gewann an gleicher Stelle der Italiener Giuseppe Campari auf einem Werks-Alfa-Romeo P2 den XVIII Grand Prix de l’ACF vor den Delage-Piloten Albert Divo und Robert Benoist (beide Delage Type 2 LCV).
Der erste Grand Prix de Lyon fand am 17. April 1929 statt. Das Rennen war für die Formula Libre, Voiturettes, Cyclecars ausgeschrieben. Nach 38 Runden und ca. 250 km Renndistanz siegte mit einer Durchschnittsgeschwindigkeit von 100,38 km/h der Deutsche Hans Simons auf einem privat eingesetzten Bugatti T35.
Im Jahr darauf war der Monegasse Louis Chiron auf Bugatti T35C mit knapp 118 km/h Durchschnitt vor Heinrich-Joachim von Morgen (Bugatti T35B) und dem Franzosen Philippe Étancelin (Bugatti T35C) siegreich.
Nach der zweiten Auflage wurde kein offizieller Grand Prix de Lyon mehr ausgetragen. Nach Ende des Zweiten Weltkrieges kehrte der Große Preis von Frankreich noch einmal nach Lyon zurück und wurde auf dem Circuit de Lyon-Parilly veranstaltet. Es siegte Louis Chiron auf Talbot-Lago vor Henri Louveau auf Maserati und Eugène Chaboud (ebenfalls Talbot-Lago).

## Statistik
| Auflage | Datum          | Klassen    | Sieger                 | Zweiter                                 | Dritter                      | Pole-Position | Schnellste Rennrunde   |
| ------- | -------------- | ---------- | ---------------------- | --------------------------------------- | ---------------------------- | ------------- | ---------------------- |
| I       | 17. April 1929 | FL, VO, CC | Hans Simons (Bugatti)  | José Scaron (Amilcar) 1                 | „Foc“ (Bugatti) 2            | unbekannt     | „Foc“ (Bugatti) 2      |
| II      | 15. Juni 1930  | FL, VO, CC | Louis Chiron (Bugatti) | Heinrich-Joachim von Morgen (Bugatti) 1 | Philippe Étancelin (Bugatti) | unbekannt     | Louis Chiron (Bugatti) |

| Legende   | Legende                                                                                              | Legende                                                     |
| Abkürzung | Klasse                                                                                               | Kommentar                                                   |
| --------- | --- | ----------------------------------------------------------- |
| F1        | Formel 1                                                                                             | Formel-1-Weltmeisterschaft ab 1950                          |
| F2        | Formel 2                                                                                             |                                                             |
| FL        | Formula libre                                                                                        | Fahrzeugklasse in der Regel vom Veranstalter ausgeschrieben |
| SW        | Sportwagen                                                                                           |                                                             |
| TW        | Tourenwagen                                                                                          |                                                             |
| GP        | Grand-Prix-Fahrzeuge                                                                                 |                                                             |
|           | ↓ Durchgehende graue Linien zeigen an, wann in der Geschichte auf einem neuen Kurs gefahren wurde. ↓ |                                                             |
|           | |                                                             |
|           | Einträge mit hellrotem Hintergrund waren keine Läufe zur Automobil- bzw. Formel-1-Weltmeisterschaft. |                                                             |
|           | Einträge mit gelbem Hintergrund waren Läufe zur Europameisterschaft.                                 |                                                             |

## Verweise